# لودویگ سوم، لندگراف تورینگن
لودویگ سوم (به آلمانی: Ludwig III) (به انگلیسی: Louis III) معروف به پارسا لندگراف تورینگن از سال ۱۱۷۲ میلادی تا هنگام مرگش در سال ۱۱۹۰ میلادی بود.

## زندگی‌نامه
او بزرگترین پسر لودویگ دوم، لندگراف تورینگن و یوتا، همسر او بود. با مرگ پدرش در سال ۱۱۷۲ میلادی، حکومت در تورینگن به او و فرمانروایی نسبتاً مستقل در هسن و متعلقات راین به هاینریش، برادرش رسید.
لودویگ سوم تا اندازه زیادی سیاست پدر خود را ادامه داد. او مبارزه با اشراف تورینگن و حاکمان سرزمین‌های همایسه همچون اسقف اعظم ماینتس را پی گرفت. با این حال که در ابتدا از هاینریش شیر حمایت می‌کرد، مدتی بعد با افول قدرت او تغییر جهت داده در جانب فریدریش بارباروسا، امپراتور مقدس روم قرار گرفت. به جهت خدماتی که به امپراتور نمود کنت‌نشین پالاتین در ساکسونی را دریافت کرد. او این منطقه را به برادر دیگرش هرمان سپرد.

## = ازدواج
لودویگ سوم با مارگارت، دختر دیتریخ دوم، کنت کلیوه ازدواج کرد که حاصل آن یک دختر با نام یوتا بود. در سال ۱۱۸۶ میلادی از مارگارت جدا و با سوفیا، بیوه والدمار یکم، پادشاه دانمارک ازدواج نمود که فرزندی به بار نیاورد. لودویگ سوم پیش از رهسپاری به سمت سرزمین مقدس، از سوفیا جدا شد تا او به دانمارک بازگردد.

### حادثه ارگ پترزبرگ
ماه ژوئیه سال ۱۱۸۴ میلادی، هنگام برگزاری یک مراسم در کلیسای سنت پتر درون ارگ پترزبرگ در شهر ارفورت، مرکز تورینگن با حضور چندین تن از اشراف از سرتاسر امپراتوری مقدس روم که جهت مذاکره و هم فکری به دعوت هاینریش ششم، پادشاه آلمان که به قصد جنگ با لهستانی‌ها از آن جا می‌گذشت، به منظور حل مناقشه بین لودویگ سوم و کنراد اول، اسقف اعظم ماینتس در محل تجمع کرده بودند، وزن بسیار بالای جمعیت موجب فروریختن کف چوبی احتمالاً فرسوده طبقه دوم گشته و دها تن با شکستن کف طبقه اول به درون مستراح عمومی که در زیرزمین قرار داشت، سقوط کردند. دست کم شصت تن از جمله چندین اشراف‌زاده و کنت در این حادثه در اثر ضربه حاصل از سقوط، افتادن آوار بر رویشان یا مسمویت و غرق شدن در مدفوع مایع به مرگی رقت‌انگیز کشته شدند و شمار دیگری مجروح گشتند. به هاینریش ششم که در قسمت شاه‌نشین مجلس با کف سنگی قرار داشت و کنراد یکم که از یک پنجره آویزان شده بود، آسیبی وارد نشد.
لودویگ سوم که خود نیز به درون مستراح سقوط کرده بود، به کمک دیگران به سختی بیرون کشیده شد و جان به در برد.

### جنگ صلیبی سوم و مرگ
لودویگ سوم به همراه عده ای دیگری از بندر بریندیزی در جنوب ایتالیا با کشتی خود را به صور در شام رساند تا در دوره سوم جنگ‌های صلیبی مشارکت نماید. پس از ورود به سرزمین مقدس، در محاصره عکا حاضر بود. پیش از آن که امپراتور که با سپاه خود از راه زمینی به محل برسد، لودویگ دچار یک بیماری شد و قصد بازگشت کرد. پیش از آن که به مقصد برسد در سال ۱۱۹۰ میلادی حوالی قبرس جان سپرد. اعضای درونی بدن او در قبرس دفن و استخوان‌هایش به صومعه راینهاردسبرون در تورینگن منتقل و دفن شد. سال‌ها بعد در قرن چهاردهم بقایای او به کلیسای سنت جورج در آیزناخ منتقل گردید.